# Microcharacidium
A Microcharacidium a sugarasúszójú halak (Actinopterygii) osztályába, a pontylazacalakúak (Characiformes) rendjébe a pontylazacfélék (Characidae) családjába tartozó nem.

## Rendszerezés
A nembe az alábbi 4 faj tartozik.
- Microcharacidium eleotrioides
- Microcharacidium geryi
- Microcharacidium gnomus
- Microcharacidium weitzmani